# Ikenoue Shunichi
Ikenoue Shunichi (sinh ngày 16 tháng 2 năm 1967) là một cầu thủ bóng đá người Nhật Bản.

## Đội tuyển bóng đá quốc gia Nhật Bản
Ikenoue Shunichi được triệu tập vào đội tuyển Nhật Bản tham dự Cúp bóng đá châu Á 1988.